# Spaltenmoor östlich Friedrichsbrunn
Spaltenmoor östlich Friedrichsbrunn este o arie protejată (arie specială de conservare — SAC, sit de importanță comunitară — SCI) din Germania întinsă pe o suprafață de 82 ha, integral pe uscat.

## Localizare
Centrul sitului Spaltenmoor östlich Friedrichsbrunn este situat la coordonatele 51°41′39″N 11°04′56″E / 51.6942°N 11.0822°E.

## Înființare
Situl Spaltenmoor östlich Friedrichsbrunn a fost declarat sit de importanță comunitară în octombrie 2000 pentru a proteja 2 specii de animale. Situl a fost protejat și ca arie specială de conservare în decembrie 2018.

## Biodiversitate
Situată în ecoregiunea continentală, aria protejată conține 2 habitate naturale: Cursuri de apă de la nivel de câmpie la nivel montan, cu vegetație Ranunculion fluitantis și Callitricho-Batrachion, Păduri de fag Luzulo-Fagetum.
La baza desemnării sitului se află mai multe specii protejate de  mamifere (2): liliac cârn (Barbastella barbastellus), râs eurasiatic (Lynx lynx)
Pe lângă speciile protejate, pe teritoriul sitului au mai fost identificate 4 specii de plante, 3 specii de mamifere.